# タニサケ
株式会社タニサケは、岐阜県揖斐郡池田町に本社を置く企業。主に殺虫剤関連を製造している。

## 製品
- ゴキブリキャップ
- ゴキブリキャップP1
- ムカデンジャー
- 置くだけムカデンジャー
- ナチュラルハーブバリア
- チューモアS
- クマトロンブロック
- ナメクジキラーF

## キャップマン
- ゴキブリキャップのイメージキャラクター。正義のヒーロー。キャップウーマン、キャップベビーの3人家族である。

## ゴキゴロー一家
- ゴキブリキャップのイメージキャラクター。デフォルメされたゴキブリの姿をしている。
  - ゴキゴロー：茶風林
  - ゴキゾー：増岡弘
  - ゴキ子ちゃん：

## 沿革
- 1985年（昭和60年） - 岐阜県不破郡垂井町に資本金300万円で株式会社谷酒生物公害研究所を設立[1]。また、池田町青柳に生産工場を建設[1]。
- 1986年（昭和61年） - 「ゴキブリキャップ」を発売開始[1]。
- 1989年（平成元年） - 池田町片山に本社工場を建設[1]。社名を「株式会社タニサケ」に変更[1]。
- 1990年（平成2年） - 資本金を1億円に増資[1]。東京支店開設[1]。
- 1994年（平成6年） - 第2工場を建設[1]。
- 2001年（平成13年） - 大阪支店開設[1]。